# 1963년 칸 영화제
제16회 칸 영화제는 1963년 5월 7일부터 1963년 5월 23일까지 열린 영화제이다. 프랑스 칸에서 개최되었다.

## 수상

### 황금종려상
- 레오파드 - 루치노 비스콘티 수상

### 심사위원대상
- Az prijde kocour - 보테크 야스니 수상
- 할복 - 고바야시 마사키 수상

### 각본상
- Codine - 드리트루 카바렛 수상

### 여우주연상
- 부부의 침대 - 마리나 블라디 수상

### 남우주연상
- 욕망의 끝 - 리처드 해리스 수상

### OCIC상
- 더 프란시스 - 에르마노 올미 수상

### 게리 쿠퍼 상
- 알라바마 이야기 - 로버트 멀리간 수상